# Архиепархия Берлина
Архиепархия Берлина (лат. Archidioecesis Berolinensis) — архиепархия Римско-Католической церкви с центром в городе Берлин, Германия. В митрополию Берлина входят епархии Гёрлица и Дрезден-Мейсена. Кафедральным собором архиепархии Берлина является церковь святой Ядвиги.

## История
Христианство появилось на территории сегодняшней архиепархии Берлина в XII веке и было непосредственно связано с деятельностью святого Отто Бамбергского.
13 августа 1930 года Римский папа Пий XI издал буллу Pastoralis officii nostri, которой преобразовал Апостольскую администратуру Берлина в епархию Берлина, передав ей часть территории архиепархии Вроцлава.
28 июня 1972 года епархия Берлина передала часть своей территории в пользу возведения новых епархий Щецина-Каменя, Кошалина-Колобжега и Зелёна-Гура — Гожува.
27 июня 1994 года епархия Берлина была возведена в ранг архиепархии.

## Ординарии епархии
- епископ Христиан Шрайбер (13.08.1930 — 1.09.1933);
- епископ Николаус Барес (27.10.1933 — 1.03.1935);
- кардинал Конрад фон Прейзинг Лихтенег-Мосс (5.07.1935 — 21.12.1950);
- епископ Вильгельм Вескамм (4.06.1951 — 21.08.1956);
- кардинал Юлиус Август Дёпфнер (15.01.1957 — 3.07.1961) — назначен архиепископом Мюнхена и Фрайзинга;
- кардинал Альфред Бенгш (16.08.1961 — 13.12.1979);
- кардинал Йоахим Майснер (22.04.1980 — 20.12.1988) — назначен архиепископом Кёльна;
- кардинал Георг Максимилиан Штерцински (28.03.1989 — 24.02.2011);
- кардинал Райнер Мария Вёльки (2.07.2011 — 11.07.2014) — назначен архиепископом Кёльна;
- архиепископ Хайнер Кох (8.06.2015 — по настоящее время).

## Источник
- Annuario Pontificio, Libreria Editrice Vaticana, Città del Vaticano, 2003, ISBN 88-209-7422-3
- Булла Pastoralis officii nostri Архивная копия от 27 марта 2010 на Wayback Machine, AAS 23 (1931), стр. 34 (лат.)